# Orestia paveli
Orestia paveli is een keversoort uit de familie bladkevers (Chrysomelidae). De wetenschappelijke naam van de soort werd in 1877 gepubliceerd door Imre Frivaldszky.